# گوشتی‌بالگان
گوشتی‌بالگان (به انگلیسی: Sarcopterygii) نام یک کلاد از ماهیان استخوانی است. گوشتی‌بالگان را معمولاً با لبه‌بالگان Crossopterygii  مترادف می‌دانند. در منابع فارسی لبه‌بالگان را گاه مچ‌بالگان هم نوشته‌اند که برابری توصیفی است و با نام‌های علمی لاتین این کلاد هم‌خوانی ندارد.

## خصوصیات
گوشتی‌بالگان ابتدایی ماهی‌هایی هستند که غضروف‌هایشان و گوشت بدنشان به یک استخوان اصلی در ناحیهٔ کمرشان وصل است. پره‌های این ماهی‌ها با تمام ماهی‌هایی که گوشت و غضروف دارند متفاوت هستند. سینه و لگن این ماهی‌ها مانند اعضای بدن چهار عضوی‌ها است. این ماهی‌ها منشأ دوزیستان و خزندگان هستند. در قسمت سر این ماهی‌ها یک غضروف مانند لولا وجود داشت که این قسمت در ماهی‌های شش‌دار و چهار عضوی‌ها از بین رفت. هم‌چنین این ماهی‌ها دارای دندان بودند و دندان‌هایشان دارای مینا بود.
دانشمندان معتقدند چهار عضوی‌هایی که شامل این گروه هستند، دارای اعضای بدن بسیار نیرومندی بودند. این گروه دارای دو گروه تکاملی مانند ماهی‌های چهاراندامی (شُش‌ماهیان) و تهی‌خارها بودند.

## تکامل

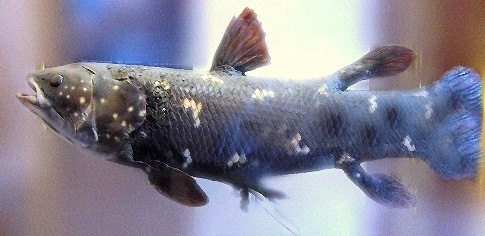
تهی‌خار غرب اقیانوس هند.

گوشتی‌بالگان و خانوادشان بیشتر متعلق به گروه ماهی‌های استخوانی هستند تا غضروف‌داران. آن‌ها در نوع باله‌هایشان، محیط زندگی و دستگاه تنفسی با هم متفاوت‌اند. نخستین گونه از این ماهی‌ها شبیه خارپایگان Acanthodii اولیه بود (۴۱۸ میلیون سال پیش). در اوایل دوران دوونین (۴۱۶–۳۸۵ میلیون سال پیش) درحالی که تخته‌پوستان Placodermi حاکم دریاها بودند این ماهی‌ها به طرف آب‌های آزاد کوچ کردند.
در اوایل دوران دوونین (۴۱۶–۳۹۷ میلیون سال پیش) آن‌ها به دو شاخه اصلی تقسیم شدند تهی‌خاران Coelacanth و آویزبالگان Rhipidistia. نمونه اول هرگز اقیانوس‌ها را ترک نکرد و در دوران دوونین و کربونیفر (۲۹۹–۳۸۵ میلیون سال پیش) به بیشترین تعداد خود رسید. این نمونه هنوز در اقیانوس‌ها یافت می‌شود.
آویزبالگان دریاها را ترک کردند و به طرف آب‌های آزاد کوچ کردند. این نمونه به دو گروه اصلی ماهی‌های شش‌دار و چهاراندامان تقسیم شدند. ماهی‌های شش‌دار اولین گونه‌ای بودند که اعضای بدن خود را ارتقا دادند تا توانستند خارج از آب زندگی کنند (۳۹۷–۳۸۵ میلیون سال پیش). این دسته از ماهی‌ها در زمانی که آب تمام شود به بیرون از آب می‌آیند و تنفس می‌کنند. این گونه در دوران تریاسیک به بیشترین تعداد خود رسیدند. در حال حاضر تعداد کمی از آن‌ها باقی مانده‌اند.
چهاراندامان همان سیر تکامل ماهی‌های شش‌دار را پیمودند، ولی محیط زندگی خود را تا دوران دوونین (۴۱۶–۳۹۷ میلیون سال پیش) ترک نکردند و با ظاهر چهارپا تنها موجوداتی بودند که پس از دوران دوونین باقی ماندند. آن‌ها تا زمان انقراض بزرگ پرمین تریاس زندگی کردند.

## زیررده‌ها
| پرتوتاران Actinistia            | تهی‌خار غرب اقیانوس هند              | پَرتوتاران زیرردهای از ماهیان گوشتی‌باله است که بیشتر در سنگواره‌ها یافت شده‌اند. این زیررده شامل تهی‌خاران coelacanths می‌شود که دو گونه زنده دارد: یکی تهی‌خار غرب اقیانوس هند و دیگری و تهی‌خار اندونزی. تهی‌خارها از نظر شجره تکاملی بیشتر به شش‌ماهی‌ها، خزندگان، و پستانداران نزدیک‌اند تا به ماهیان عادی پرتوباله. |
| دو تنفسیان Dipnoi               | شش‌ماهی کوئینزلند                    | دو تنفسیان یا همان شُش‌ماهی‌ها زیررده‌ای از ماهیان آب شیرین هستند. شش‌ماهی‌ها به این معروفند که در بین ماهیان استخوانی ویژگی‌های ابتدایی و باستانی را حفظ کرده‌اند. از جمله این مشخصه‌های باستانی قابلیت تنفس هوا، و دارا بودن باله‌های لخته‌ای است که استخوان‌بندی درونی رشد یافته‌ای دارند. امروزه شش‌ماهی‌ها تنها در آفریقا، آمریکای جنوبی و استرالیا زندگی می‌کنند. هرچند از حالت جدابومی vicariance شش ماهی‌ها این‌طور برمی‌آید که پراکنش باستانی آن‌ها محدود به ابرقاره گوندوآنا در دوران میانه‌زیستی بوده اما آثار سنگواره‌ای نشان می‌دهند که شش‌ماهی‌های پیشرفته‌تر پراکندگی گسترده‌ای در آب‌های شیرین داشتند و پراکنش امروزی شش‌ماهی‌های زنده نشانگر انقراض بسیاری از خطوط تباری آن‌ها پس از جدایی پانجه‌آ، گوندوآنا و لوراسیا است. |
| چهاراندام‌ریختان Tetrapodomorpha | تیکتالیک از چهاراندام‌ریختان پیشرفته | چهاراندام‌ریختان و بستگان منقرض‌شده آن‌ها کلادی از مهره‌داران است که چهاراندامان و نزدیک‌ترین وابستگان گوشتی‌باله آن‌ها را دربر می‌گیرد. گونه‌های پیشرفته‌تر چهاراندام‌ریخت که بین ماهی و مازدندانان labyrinthodonts اولیه قرار می‌گیرند، برای نمونه تیکتالیک، را کاشفان اولیه فسیل‌ها، «ماهی‌های چهارپایی» fishapods نام داده‌بودند زیرا کالبد آن‌ها حالتی نیم‌ماهی و نیم‌چهاراندامی دارد. چهاراندام‌ریختان شامل چند گروه از ماهیان گوشتی‌باله مرتبط به هم می‌شود که استخوان‌پولک‌ریختان osteolepiforms نام دارند. از مشخصات ویژه چهاراندام‌ریختان تحول در باله‌های آن‌هاست به‌ویژه این‌که استخوان بازویشان انتهایی محدب دارد که با کاسه کتفی مفصل می‌شود.                                                                               |